# Apophyga griseiplaga
Apophyga griseiplaga är en fjärilsart som beskrevs av W. Warren 1907. Apophyga griseiplaga ingår i släktet Apophyga och familjen mätare. Inga underarter finns listade i Catalogue of Life.